# Nyassachromis prostoma
Nyassachromis prostoma é uma espécie de peixe da família Cichlidae.
Pode ser encontrada nos seguintes países: Malawi e Tanzânia.
Os seus habitats naturais são: lagos de água doce intermitentes.